# Félix Fernández Galeano
Félix Cantalicio Fernández Galeano (Itauguá, 18 de mayo de 1898 - Asunción, 13 de septiembre de 1984) fue un poeta y músico paraguayo, prolífico en lengua guaraní.
Hijo de José Dolores Fernández, uno de los grandes arpistas populares del siglo XIX, conocido bajo el apodo de “Loló arpero”, y de Petrona Galeano. De su padre heredó su amor por el folklore.
Se unió en matrimonio con Petrona González, nacida en Obligado, con quien tuvo 5 hijos: Ana, Fernán, Pedro, Leopoldo y Anabella.
En la viudez contrajo segundas nupcias con Doña María Gallardo.
Falleció el 13 de septiembre de 1984 y desde 2011 sus restos descansan en el Jardín de la Municipalidad de su ciudad natal.

## Primeros Pasos
Compartió con su abuelo Roque, quien le relataba los heroicos episodios de la Gran Guerra que libró el Paraguay entre 1864 y 1870. Esas historias dejaron profundas huellas en su espíritu de niño, las cuales le acompañaron por el resto de sus días, experiencias que se reflejan en muchas de sus obras con características épicas, donde describe el heroísmo de los hombres que tuvieron sobre sus hombros defender a la patria en aquella injusta contienda bélica.

## Infancia y juventud
Como músico, recibió sus primeras lecciones de grandes maestros como Salvador Dentice y Nicolino Pellegrini y se desempeñó como integrante de la Banda de músicos de la Policía de la Capital.
Le cupo tener de compañeros a Darío Gómez Serrato, José Asunción Flores, Mauricio Cardozo Ocampo, Gerardo Moreno, Manuel Rivas Ortellado, Gerardo Fernández Moreno, Rudecindo Lugo, y Aniceto Vera Ibarrola.
Era un estudioso y desde temprana edad su formación intelectual fue una de sus grandes preocupaciones. 
Estudió “Agricultural Press And radio” en la Universidad Missouri Columbia de EE. UU., aprendió además el idioma alemán y junto con el inglés le acreditaron dedicarse a la enseñanza de dichas lenguas, así como el oficio de traductor. Aparte de las letras de las músicas, tenía una gran pasión por las flores y plantas.
Fue traductor de idiomas, libretista, autor de obras jocosas y está considerado como uno de los creadores del teatro en lengua guaraní.
Trabajó de cerca con Darío Gómez Serrato, Mauricio Cardozo Ocampo, Agustín Barboza, Emilio Bobadilla Cáceres, Francisco Martín Barrios, Roque Centurión Miranda, Julio Correa, entre otros.
b

## Trayectoria
Desempeñó funciones de profesor de teoría y solfeo e instrumentos en la Escuela de Aprendices Músicos de la Policía de la Capital. Enseñó además música, canto y declamación en la Escuela Vocacional Moisés S. Bertoni, de Yaguarón y fue director de bandas de música en Itauguá, Itá y Luque, y de la fanfarria de caballería, en Paraguarí.

### El poeta
Félix Fernández fue cultor exquisito, pionero y gran exponente del idioma guaraní. Como ejemplo nos ha dejado sus mejores obras escritas de dicha lengua autóctona. Fue uno de los creadores del teatro guaraní, teniendo como compañero a Francisco Martín Barrios, hermano del Maestro de la Guitarra Culta Agustín Pío Barrios. El autor, actor y director Julio Correa se encargaba de escenificar las obras de estos pioneros del teatro en dicho idioma.

## Obras
El gran aporte de Fernández está dado por su poesía en guaraní, con música de los más variados autores: “Tupasy Ka'akupé”, “Cachorro de león”, “Che róga”, “Oñondivemi”, “Che rendumi María Ana”, “Ysyry”, “Rosa”, “Reservista purahéi”, “Che trompo”, “Ñasaindype” (con música del maestro José Asunción Flores, la primera guarania grabada en la historia de la música paraguaya), “Nde ratypykua”, “Ñande arambohá”, “Vy'a'y jave” y “Cerro Corá” (con música de Herminio Giménez, declarada “Canción Nacional” en 1945, por decreto gubernamental).
A más de la ya citada, son sus principales obras teatrales “Jué okara”, “Mainumby”, “¡Ha saihovy!”, “Paraguay memby”, “Okara guape okara”, “Jacinta”, “Mamerta”, “¡Ha Leandro!”, “Chopelí”, “Mborayhu ha tesay”, y “Peru'i”, “Escuelero” y “Ndavy'ái avei escuela-pe”.

### Lista
- Cerro Corá
- Vy`a Jave
- Nde Ratypykua
- Ñane aramboha
- Reservista purahéi
- Oñondivemi
- Che róga
- Che rendumi María Ana
- Tupâsy Ka`akupe
- Che trompo (dedicada a su hijo Fernan Félix Fernández)

## Anécdotas
Numerosas anécdotas jalonan la vida artística de este poeta y músico tan importante que tuvo el Paraguay, como la que cuenta en una nota que le hicieron en el desaparecido diario “La Tribuna” en diciembre de 1968 a propósito de cómo y en que circunstancia se inspiró para componer el tema “Ñane aramboha”, una de las más hermosas guaranias que tiene el repertorio nativo.
Cuenta que entre 1930 y 1931, se fue de aventura a Buenos Aires, previo “Ñemongeta” a su esposa Petrona para dejarlo ir a la capital porteña, con los ahorros que habían juntado hasta ese entonces, para tentar suerte, ya que en la Reina del Plata estaban radicados otros colegas que habían ido detrás de los mismos sueños: triunfar y hacer conocer sus obras.
Ahí estaban Emilio Bobadilla Cáceres, Agustín Barboza, el maestro José Asunción Flores, Eladio Martínez, Mauricio Cardozo Ocampo.
Se instaló en una pensión en la barrio de la Boca.
Y la suerte le fue esquiva hasta el punto de haber gastado todos sus ahorros y el día antes de haber decidido volver a su patria, salió a caminar sin rumbo por la avenida Rivadavia, la más larga de Buenos Aires, y luego de hacerlo por más de cuatro horas, había llegado al límite de la capital federal y lo peor, sin haber probado bocado desde la noche anterior.

## Inspiración
Basada en esta experiencia, se sentó arriba de un tronco a la vera del camino y motivado por circunstancia tan extraña, se inspiró en los versos de “Ñane Aramboha” resaltando que la musa inspiradora, “Ana de Jesús”, quién es nombrada en los versos, es un personaje inventado, según él, en su casi delirio por culpa del hambre que empezaba a atormentarle, luego de tantas horas de abstinencia.
El retorno hacia el centro de la capital le llevó unas tantas horas y como las siete de la tarde se encontró de casualidad con Emilio Bobadilla Cáceres, quien le pregunto que hacía en Buenos Aires y como le estaba yendo, el maestro le contestó que de maravillas, pero que al otro día estaba retornando al Paraguay.
Entonces Emilio le preguntó si había escrito algo interesante como para tentar suerte en algunas de las casa discográficas. Fernández le contestó que había escrito una composición que tenía ahí mismo con él y Bobadilla le invitó a entrar a un bar, donde el poeta le hizo a escuchar su poema. El músico quedó impresionado con la poesía “Ñane Aramboha” y le dijo:
Yo, con Barbosa o Flores le vamos a poner la música y mañana mismo iremos al sello “Víctor” u “Odeón” donde ya te conocen para tratar de negociar esta obra. Así lo hicieron pero en la empresa discográfica no fueron bien recibidos, entonces pusieron rumbo a “Odeón” donde el empresario se mostró sumamente interesado, a tal punto que minutos después Félix Fernández estaba firmando un contrato con dicho sello por la suma de 350 pesos importante cantidad de dinero en ese entonces.

## Los últimos años
Félix Fernández cuya obra “Cerro Corá”, con música de Herminio Giménez mereció por decreto del Poder Ejecutivo de 1944, ser declarada Canción Nacional del Paraguay y condecorado por numerosa instituciones Nacionales y privadas.
En 1950 ganó el Primer Premio de Prosas en Guaraní con su obra “Kuarahy memby”, “Tou toho”. Fue condecorado por instituciones oficiales.
Se retiró en 1961 a la edad de 64 años a una granja de dos hectáreas que adquirió en la localidad de Félix Pérez Cardozo, a dedicarse a otras de sus pasiones: la enseñanza y el cultivo de Rosas y claveles.